# Milán-San Remo 1981
La Milán-San Remo 1981 fue la 72.ª edición de la Milán-San Remo. La carrera se disputó el 21 de marzo de 1981, siendo el vencedor final el belga Alfons De Wolf, que se impuso en solitario en la meta de Sanremo. 

## Clasificación final
| Posición | Ciclista            | Equipo                       | Tiempo    |
| -------- | ------------------- | ---------------------------- | --------- |
| 1        | Alfons De Wolf      | Vermeer-Thijs-Gios           | 6h 41' 6" |
| 2        | Roger de Vlaeminck  | Daf Trucks-Cote d'Or-Gazelle | + 11"     |
| 3        | Jacques Bossis      | Peugeot-Esso-Michelin        | m. t.     |
| 4        | Claudio Torelli     | Famcucine-Campagnolo         | m. t.     |
| 5        | Peter Kehl          | Kotter-G.b.c.                | m. t.     |
| 6        | Guido Van Calster   | Splendor-Wickes              | m. t.     |
| 7        | Freddy Maertens     | Boule d'Or-Sunair-Colnago    | m. t.     |
| 8        | Etienne de Wilde    | Splendor-Wickes              | m. t.     |
| 9        | Giuseppe Martinelli | Santini-Selle Italia         | m. t.     |
| 10       | Pierino Gavazzi     | Magniflex-Olmo               | m. t.     |